# Big Chill (musikalbum)
Big Chill är en EP av David & the Citizens, utgiven i maj 2004 av Adrian Recordings.

## Låtlista
Alla låtar är skrivna av David Fridlund.
1. "Big Chill" - 3:36
2. "Let’s Not Fall Apart" (EP–version) - 3:21
3. "Everything You'll Never See" - 3:17
4. "Kellerman's Song" - 4:12

## Medverkande musiker
- David Fridlund
- Conny Fridh
- Alexander Madsen
- Mikael Carlsson
- Magnus Bjerkert

### Fotnoter
1. ↑  ”David & the Citizens”. Adrian Recordings. Arkiverad från originalet den 1 januari 2012. https://web.archive.org/web/20120101163924/http://www.adrianrecordings.com/catalogue.asp. Läst 12 januari 2012.